# 299-я стрелковая дивизия (2-го формирования)
299-я стрелковая дивизия — стрелковое соединение РККА Вооружённых Сил СССР в Великой Отечественной войне.
Действительные наименования формирования: полное — 299-я Харьковская стрелковая дивизия; сокращённое — 299 сд. Стрелковое соединение входило в состав действующей армии в периоды:
- с 30 августа 1942 года по 5 февраля 1943 года;
- с 9 июля 1943 года по 9 мая 1945 года.

## История
3 декабря 1941 года 299-я стрелковая дивизия была выведена с фронта и отправлена на доукомплектование частей 50-й армии, часть командиров поступила в распоряжение штаба 50-й армии, а часть убыла в город Ковров на комплектование 2-го формирование 299-й стрелковой дивизии, и она была сформирована, в июне 1942 года, в Коврове и близлежащих районах, на базе 157-й особой курсантской стрелковой бригады.
После сформирования, обучения и слажевания формирований дивизии, соединение стрелков направлено в район города Камышин, а оттуда с 23 августа 1942 года совершает двухсоткилометровый марш к фронту в район Ерзовки северо-западнее Сталинграда.
С 30 августа 1942 года в составе действующей армии, по другим данным без всякого отдыха 4 сентября 1942 года вступила в бой и понесла тяжёлые потери, что даже явилось причиной письма бойцов дивизии на имя И. В. Сталина. По результатам письма 27 октября 1942 года Генеральным штабом в 66-ю армию была направлена директива о недостатках управления дивизий на марше и наступлении. Ведёт постоянные наступательные действия до ноября 1942 года. С ноября 1942 года участвует в общем наступлении советских войск. В течение января — февраля 1943 года ведёт бои по ликвидации окружённой вражеской группировки, в Тракторозаводском районе Сталинграда.
После 5 февраля 1943 года формирование выведено на отдых, доукомплектование, обучение. А с 16 июля 1943 года заняла позиции северо-восточнее Белгорода, откуда 20 июля 1943 года начала наступление в ходе Белгородско-Харьковской операции. Части дивизии нанесли крупное поражение противнику в районе Томаровки и Борисовки, а 5 августа 1943 года во взаимодействии с другими войсками освободили Белгород.
15 августа 1943 года ведёт бои за высоту 201,7 у посёлка Полевая на подступах к Харькову. Остатки 2-го батальона (16 человек) под командованием В. П. Петрищева, захватив высоту, удерживали её в течение двух дней, до утра 17 августа 1943 года. Высота была удержана, от сводной роты осталось четверо человек, все были удостоены звания Герой Советского Союза. Затем ведёт наступление в лесном массиве северо-западнее Харькова, к 22 августа 1943 года, захватив массив вышла на удобные подступы к городу и 23 августа 1943 года очистила город от немецких оккупантов.
16.09.1943 года участвует в освобождении города Валки.
К 30.09.1943 вышла к Днепру, форсировала его и захватила плацдарм юго-восточнее Кременчуга.
С 01.12.1943 начала бои на подступах к Кировограду. 08.01.1944 участвует в освобождении Кировограда. Затем приняла участие в Корсунь-Шевченсковской и Уманско-Ботошанской операциях, вышла с севера на подступы к Кишинёву. В ходе Уманско-Ботошанской операции 31.03.1944 года находилась в Котовске, затем маршем проследовала на Дубоссары, была переправлена на Шерпенский плацдарм на Днестре, сначала во второй эшелон войск. На 21.06.1944 находилась в 17 километрах от Кишинёва.
С августа 1944 года принимает участие в Ясско-Кишинёвской операции, ведёт бои непосредственно за Кишинёв.
Во время Балатонской оборонительной операции отражает удар вражеской группировки в районе Кишкорпад, из района Надьбайома в направлении на Капошвар, оборона дивизии была прорвана, контратаками восстановить положение не удалось, некоторые подразделения были вынуждены занять круговую оборону. Положение было восстановлено только контратакой резервной 113-й стрелковой дивизии
Перед Венской стратегической операцией вошла в состав 133-го стрелкового корпуса, была усилена 563-м миномётным, 1891-й полк самоходных артиллерийских установок, 1008-м истребительно-противотанковым артиллерийским, 274-м гаубичным артиллерийским полками и 54-м инженерным штурмовым батальоном.
С 29.03.1945 года наступает в направлении Надьканижи, в ночь на 31.03.1945 форсировала безымянный канал и к исходу дня овладела населённым пунктом Шанд и господствующей южнее высотой. Участвовала в освобождении Надьканижи.
В апреле 1945 наступает в Австрии.
Части дивизии 12.05.1945 в городе Ландсберг встретились с солдатами 38-й ирландской бригады.

## В составе
| Дата            | Фронт (округ)                                                | Армия                 | Корпус (группа)                    | Примечания |   |
| --------------- | ------------------------------------------------------------ | --------------------- | ---------------------------------- | --- | - |
| 01.07.1942 года | Резерв Ставки ВГК                                            | 10-я резервная армия  | -                                  | - |   |
| 01.08.1942 года | Резерв Ставки ВГК                                            | 10-я резервная армия  | -                                  | - |   |
| 01.09.1942 года | Сталинградский фронт                                         | 66-я армия            | -                                  | - |   |
| 01.10.1942 года | Донской фронт                                                | 66-я армия            | -                                  | - |   |
| 01.11.1942 года | Донской фронт                                                | 66-я армия            | -                                  | - |   |
| 01.12.1942 года | Донской фронт                                                | 66-я армия            | -                                  | - |   |
| 01.01.1943 года | Донской фронт                                                | 66-я армия            | -                                  | - |   |
| 01.02.1943 года | Донской фронт                                                | 66-я армия            | -                                  | с 06.02.1943 — в резерве Ставки ВГК, в группе войск под командованием генерал-лейтенанта К. П. Трубникова (до 27.02.1943) |   |
| 01.03.1943 года | Резерв Ставки ВГК Сталинградская группа войск (с 27.02.1943) | -                     | -                                  | с 13 по 24.03.1943 — в составе Резервного фронта                                                                          |   |
| 01.04.1943 года | Резерв Ставки ВГК                                            | 66-я армия            |                                    | |   |
| 01.05.1943 года | Резерв Ставки ВГ] Степной военный округ                      | 66-я армия            | -                                  | - |   |
| 01.06.1943 года | Резерв Ставки ВГК Степной военный округ                      | 53-я армия            | -                                  | - |   |
| 01.07.1943 года | Резерв Ставки ВГК Степной военный округ                      | 53-я армия            | -                                  | - |   |
| 01.08.1943 года | Степной фронт                                                | 53-я армия            | -                                  | - |   |
| 01.09.1943 года | Степной фронт                                                | 53-я армия            | -                                  | - |   |
| 01.10.1943 года | Степной фронт                                                | 53-я армия            | 48-й стрелковый корпус             | - |   |
| 01.11.1943 года | 2-й Украинский фронт                                         | 53-я армия            | 48-й стрелковый корпус             | - |   |
| 01.12.1943 года | 2-й Украинский фронт                                         | 53-я армия            | 48-й стрелковый корпус             | - |   |
| 01.01.1944 года | 2-й Украинский фронт                                         | 53-я армия            | 48-й стрелковый корпус             | - |   |
| 01.02.1944 года | 2-й Украинский фронт                                         | 5-я гвардейская армия | 33-й гвардейский стрелковый корпус | - |   |
| 01.03.1944 года | 2-й Украинский фронт                                         | 5-я гвардейская армия | 33-й гвардейский стрелковый корпус | - |   |
| 01.04.1944 года | 2-й Украинский фронт                                         | 53-я армия            | 48-й стрелковый корпус             | - |   |
| 01.05.1944 года | 2-й Украинский фронт                                         | 5-я гвардейская армия | 75-й стрелковый корпус             | - |   |
| 01.06.1944 года | 2-й Украинский фронт                                         | -                     | 75-й стрелковый корпус             | - |   |
| 01.07.1944 года | 2-й Украинский фронт                                         | 53-я армия            | 75-й стрелковый корпус             | - |   |
| 01.08.1944 года | 2-й Украинский фронт                                         | -                     | 75-й стрелковый корпус             | - | - |
| 01.09.1944 года | 2-й Украинский фронт                                         | 53-я армия            | 75-й стрелковый корпус             | - |   |
| 01.10.1944 года | 3-й Украинский фронт                                         | 57-я армия            | 75-й стрелковый корпус             | - |   |
| 01.11.1944 года | 3-й Украинский фронт                                         | 57-я армия            | 75-й стрелковый корпус             | - |   |
| 01.12.1944 года | 3-й Украинский фронт                                         | 57-я армия            | -                                  | - |   |
| 01.01.1945 года | 3-й Украинский фронт                                         | 57-я армия            | 64-й стрелковый корпус             | - |   |
| 01.02.1945 года | 3-й Украинский фронт                                         | 57-я армия            | 64-й стрелковый корпус             | - |   |
| 01.03.1945 года | 3-й Украинский фронт                                         | 57-я армия            | 64-й стрелковый корпус             | - |   |
| 01.04.1945 года | 3-й Украинский фронт                                         | 57-я армия            | 133-й стрелковый корпус            | - |   |
| 01.05.1945 года | 3-й Украинский фронт                                         | 57-я армия            | 64-й стрелковый корпус             | - |   |

## Состав
- управление
- 956-й стрелковый полк
- 958-й стрелковый полк
- 960-й стрелковый полк
- 843-й артиллерийский полк
- 344-й отдельный истребительно-противотанковый дивизион
- 289-я зенитная батарея (с 05.11.1942 по 05.02.1943)
- 363-я отдельная разведывательная рота
- 559-й отдельныйсапёрный батальон
- 739-й отдельный батальон связи (402-я отдельная рота связи)
- 307-й отдельный медико-санитарный батальон
- 372-я отдельная рота химический защиты
- 434-я автотранспортная рота
- 146-я полевая хлебопекарня
- 49-й дивизионный ветеринарный лазарет
- 1197-я полевая почтовая станция
- 1198-я полевая касса Государственного банка

## Награды и наименования
| Награда (наименование)              | Дата       | За что награждена |
| ----------------------------------- | ---------- | --- |
| Почётное наименование «Харьковская» | 23.08.1943 | присвоено приказом Верховного Главнокомандующего № 4, от 23 августа 1943 года, в ознаменование освобождения Харькова. |

Награды частей дивизии:
- 958-й стрелковый ордена Богдана Хмельницкого[2] полк
- 843-й артиллерийский Краснознаменный[3] полк

## Личный состав

### Командиры
- Бакланов, Глеб Владимирович (06.06.1942 — 15.05.1943), полковник, с 01.03.1943 генерал-майор
- Клименко, Александр Яковлевич (16.05.1943 — 18.05.1943), полковник
- Анциферов, Иван Иванович (19.05.1943 — 24.05.1943), полковник
- Клименко, Александр Яковлевич (25.05.1943 — 12.08.1943), полковник
- Травников, Николай Григорьевич (13.08.1943 — 13.03.1945), генерал-майор
- Савченко, Михаил Евдокимович (14.03.1945 — 09.05.1945), полковник.

### Члены штаба
- Стражевский, Всеволод Ильич, начальник штаба, полковник

### Отличившиеся воины дивизии
| Награда | Ф. И. О.                      | Должность                                                                      | Звание            | Дата награждения | Примечания                                                                          |
| ------- | ----------------------------- | ------------------------------------------------------------------------------ | ----------------- | ---------------- | ----------------------------------------------------------------------------------- |
|         | Бобров, Николай Галактионович | командир взвода 956-го стрелкового полка                                       | младший лейтенант | 22.02.1944       | посмертно, погиб 04.10.1943 (по данным о потерях), 28.10.1943 по официальным данным |
|         | Бреусов, Владимир Ефимович    | Пулемётчик 960-го стрелкового полка                                            | красноармеец      | 01.11.1943       |                                                                                     |
|         | Женченко, Владимир Васильевич | командир взвода 960-го стрелкового полка                                       | лейтенант         | 01.11.1943       |                                                                                     |
|         | Иванченко, Андрей Фёдорович   | командир огневого взвода 843-го артиллерийского полка                          | лейтенант         | 29.06.1945       | посмертно, погиб в марте 1945                                                       |
|         | Иванчиков, Сергей Кузьмич     | командир огневого взвода 958-го стрелкового полка                              | старший сержант   | 22.02.1944       |                                                                                     |
|         | Красиков, Иван Петрович       | Командир миномётного расчёта 956-го стрелкового полка                          | младший сержант   | 22.02.1944       | погиб 12.04.1944                                                                    |
|         | Остапенко, Павел Антонович    | заместитель по политической части командира батальона 958-го стрелкового полка | капитан           | 28.04.1945       | посмертно, погиб 01.01.1944                                                         |
|         | Петрищев, Василий Петрович    | командир роты 960-го стрелкового полка                                         | старший лейтенант | 01.11.1943       | вызвал огонь на себя.                                                               |
|         | Поликанов, Герасим Павлович   | помощник командира взвода 960-го стрелкового полка                             | старший сержант   | 01.11.1943       |                                                                                     |
|         | Саблин, Владимир Филиппович   | командир миномётного расчёта 956-го стрелкового полка                          | сержант           | 22.02.1944       | погиб 13.12.1943                                                                    |
|         | Сычёв, Василий Егорович       | командир отделения управления миномётной роты 960-го стрелкового полка         | старший сержант   | 22.02.1944       |                                                                                     |
|         | Теплоухов, Михаил Сергеевич   | командир роты 960-го стрелкового полка                                         | Старший лейтенант | 22.02.1944       |                                                                                     |
|         | Чехов, Иван Митрофанович      | Начальник радиостанции роты связи 958-го стрелкового полка                     | ефрейтор          | 22.02.1944       |                                                                                     |

## О дивизии в мемуарах
Бои за Харьков.

Наиболее ожесточённый бой развернулся за высоту 201,7 в районе Полевого, которую захватила сводная рота 299-й стрелковой дивизии в составе 16 человек под командованием старшего лейтенанта В. П. Петрищева.

Когда в живых осталось всего 7 человек, командир, обращаясь к бойцам, сказал:

— Товарищи, будем стоять на высоте так, как стояли панфиловцы у Дубосекова. Умрём, но не отступим!

И не отступили. Героические бойцы удержали высоту до подхода частей дивизии. За мужество и проявленный героизм Указом Президиума Верховного Совета СССР старшему лейтенанту В. П. Петрищеву, младшему лейтенанту В. В. Женченко, старшему сержанту Г. П. Поликанову и сержанту В. Е. Бреусову было присвоено звание Героя Советского Союза. Остальные были награждены орденами.— Четырежды Герой Советского Союза Маршал Советского Союза Жуков Г.К Воспоминания и размышления. Том 2. 3-е издание. — М.: Издательство Агентства печати Новости , 1978. С.165—166.

## Память
- Музеи в школах № 403, и 1454 (корпус Астрадамский пр-д., д.5) г. Москвы.
- Мемориал на набережной р. Днепр, г. Комсомольск, Полтавская область, Украина